# Instituto Fazendo História
O Instituto Fazendo História é uma organização não governamental (ONG) fundada em 2005 com o objetivo de acolher crianças e adolescentes que sofrem e/ou sofreram de uma separação familiar, podendo vir de inúmeras situações como violência doméstica ou abandono. Ela traz projetos que influenciam positivamente no desenvolvimento das crianças e adolescentes por meio de medidas de acolhimento, fazendo com que eles próprios escrevam, entendam e resgatem memórias do passado, enquanto relatam o presente. Os projetos possibilitam também um meio de comunicação e afetividade com os pais adotivos.
A ONG foi criada por Claudia Vidigal, uma psicóloga que decidiu abrir seus horários para crianças necessitadas. Anos depois, com a ajuda de outros psicólogos que tinham o mesmo objetivo, fundou o Instituto Fazendo História, focado nessas crianças, as quais sofreram essa separação familiar. Hoje, o Instituto Fazendo História tem sua ação principal na cidade de São Paulo, mas com trabalhos desenvolvidos em outros 5 estados. Seis projetos fazem parte do processo de desenvolvimento e acolhimento que são feitos, são eles: Fazendo Minha História, Apadrinhamento Afetivo, Famílias Acolhedoras, Com Tato, Grupo Nós e Formação Profissional.

## Programas

### Fazendo Minha História
Oferece meios de expressão para que cada criança ou adolescente acolhido conheça e se aproprie de sua história de vida.  

### Apadrinhamento Afetivo
Fortalece a convivência familiar e comunitária de crianças e adolescentes em acolhimento, com vínculos familiares fragilizados ou rompidos, que possuem chances remotas de adoção ou de reintegração familiar.

### Famílias Acolhedoras
Serviço de acolhimento para crianças de 0 a 3 anos, em famílias voluntárias formadas e supervisionadas, até sua reintegração familiar ou adoção

### Grupo Nós
Cuida do desenvolvimento do adolescente e seu processo para alcançar a autonomia.

### Formação de Educadores
Formação para os educadores do serviço de acolhimento, os preparando para as atividades do Instituto.

### Com Tato
Oferece, gratuitamente, a crianças e adolescentes com vivência de acolhimento, psicoterapia individual e familiar.